# Buch SH
| SH ist das Kürzel für den Kanton Schaffhausen in der Schweiz. Es wird verwendet, um Verwechslungen mit anderen Einträgen des Namens Buch zu vermeiden. |

Buch ist eine politische Gemeinde im Kanton Schaffhausen in der Schweiz.

## Geographie
Buch liegt im Hegau zwischen Singen am Hohentwiel (D), Stein am Rhein und Schaffhausen. Zu Buch gehören die Weiler Hard und Blindenhusen.
Das Dorf liegt am Fluss Biber, der bei der Bibermühle in den Rhein mündet.

Historisches Luftbild von Werner Friedli von 1958

## Geschichte
Im Jahr 1080 wurde Buch das erste Mal nachweislich erwähnt. Im Mittelalter war Buch eine Obervogtei und von grösserer Wichtigkeit als die heute viel grösseren umliegenden Dörfer. Die Verbindungen mit Schaffhausen reichen bis in das 14. Jahrhundert zurück (Klosterbesitz). Darum gehört Buch auch schon länger zum Kanton Schaffhausen als der restliche obere Kantonsteil.
| Bevölkerungsentwicklung | Bevölkerungsentwicklung | Bevölkerungsentwicklung | Bevölkerungsentwicklung | Bevölkerungsentwicklung | Bevölkerungsentwicklung | Bevölkerungsentwicklung | Bevölkerungsentwicklung | Bevölkerungsentwicklung | Bevölkerungsentwicklung |
| ----------------------- | ----------------------- | ----------------------- | ----------------------- | ----------------------- | ----------------------- | ----------------------- | ----------------------- | ----------------------- | ----------------------- |
| Jahr                    | 1836                    | 1850                    | 1900                    | 1910                    | 1950                    | 1980                    | 2000                    | 2007                    | 2012                    |
| Einwohner               | 288                     | 399                     | 389                     | 348                     | 329                     | 259                     | 341                     | 300                     | 322                     |

## Wappen
Blasonierung
In rot, ein weisser, von gelbem Band umgebener Reichsapfel mit weissem Kreuz.
In den ältesten Darstellungen aus dem 16. Jahrhundert findet man auf dem Wappen eine grüne, entwurzelte Buche auf weissem Grund. Später zeigen sich leichte Abweichungen. So steht einmal der Baum auf grünem Grund oder das Feld ist rot. Während der folgenden 200 Jahre findet sich kein Hinweis auf das Wappen. Erst 1815 taucht ein Siegel der Gemeinde Buch auf. Es stellt einen Reichsapfel, umgeben von zwei Blattranken, dar. Wie die Gemeinde zu diesem Wappen kam, lässt sich nicht mehr nachweisen. Dennoch wählten die Stimmbürger 1951, entgegen dem Vorschlag des Wappens mit der Buche, dieses Wappen bei der Gemeindeversammlung.

## Verkehr
Im Stundentakt verkehrt ein öffentlicher Bus nach Buch. Das Dorf liegt an der Buslinie 25 Schaffhausen–Büsingen–Dörflingen–Randegg–Buch–Ramsen. Die Buslinie überquert mehrmals die Grenze zwischen Deutschland und der Schweiz.
Velo- und Wanderwege sind vorhanden.

## Sehenswürdigkeiten
Buch ist Schnittpunkt zweier grenzüberschreitender Radfahr-Touren (Route 12 und 14 der «Erlebniswege westlicher Bodensee, Hegau»). Als sehenswert gelten die alte Sägerei von Buch und der Bucher Säntis (560 m. ü. M.) als Aussichtspunkt.

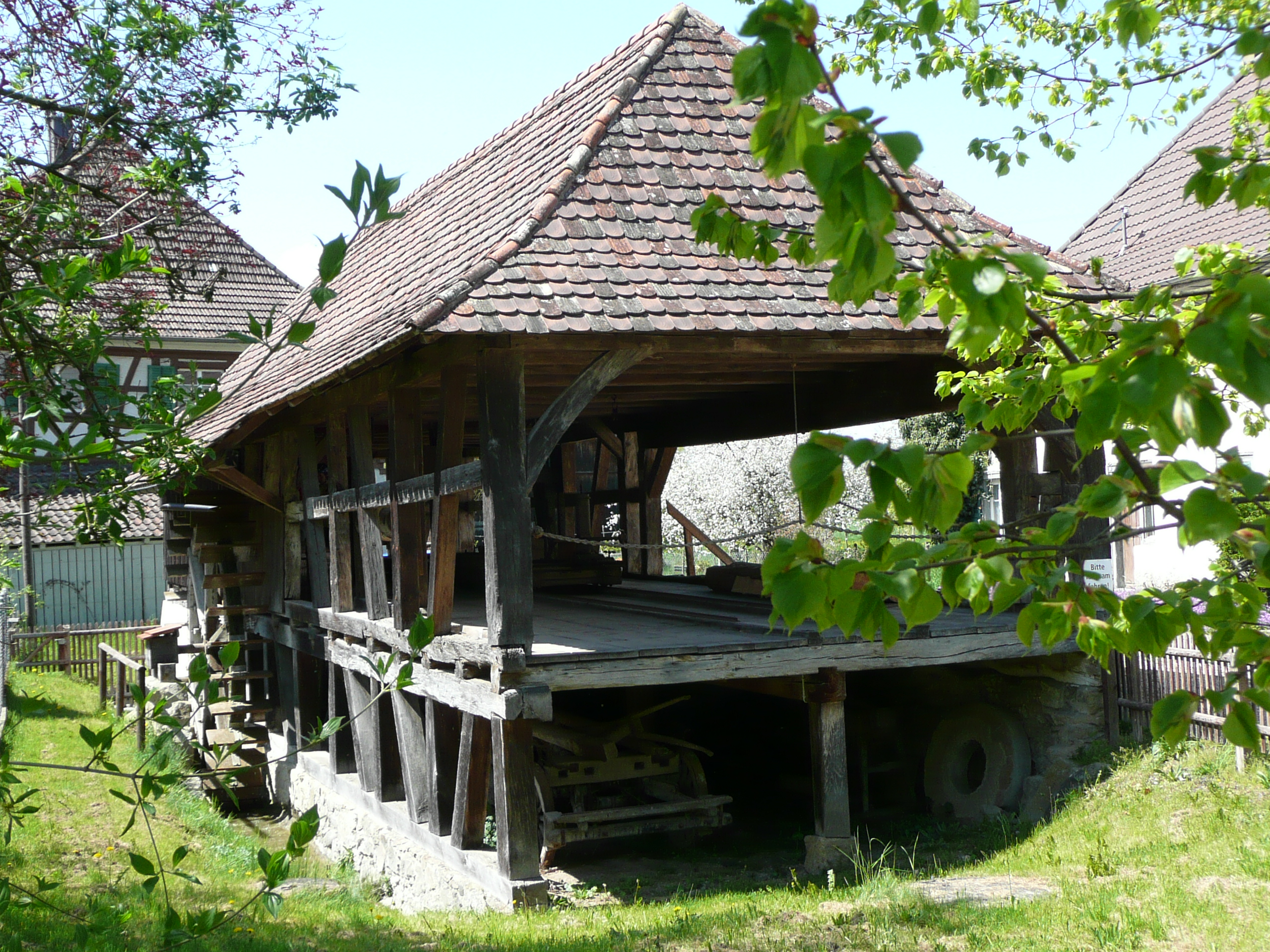
Historische Säge Buch
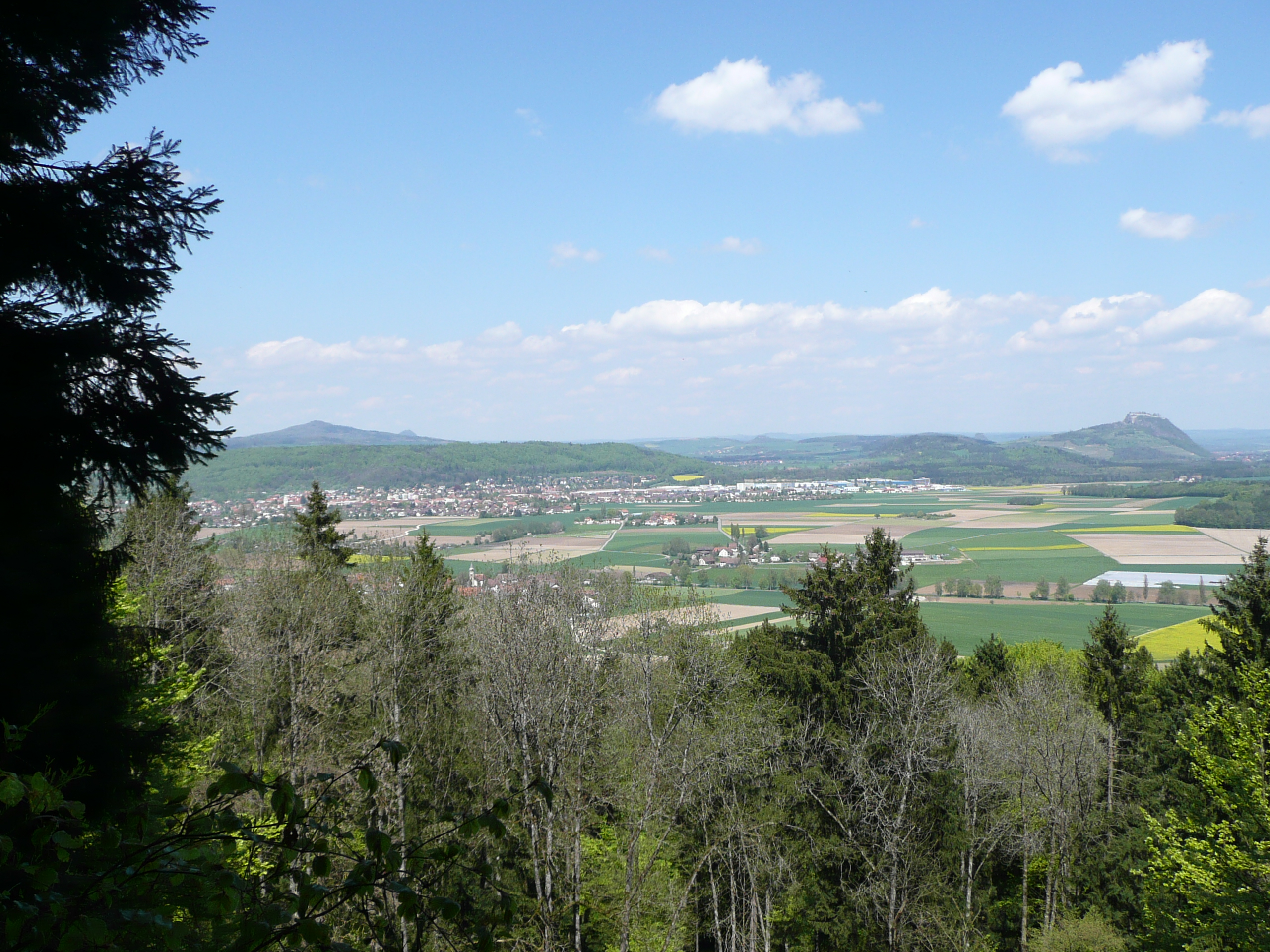
Blick vom Bucher Säntis über das Bibertal
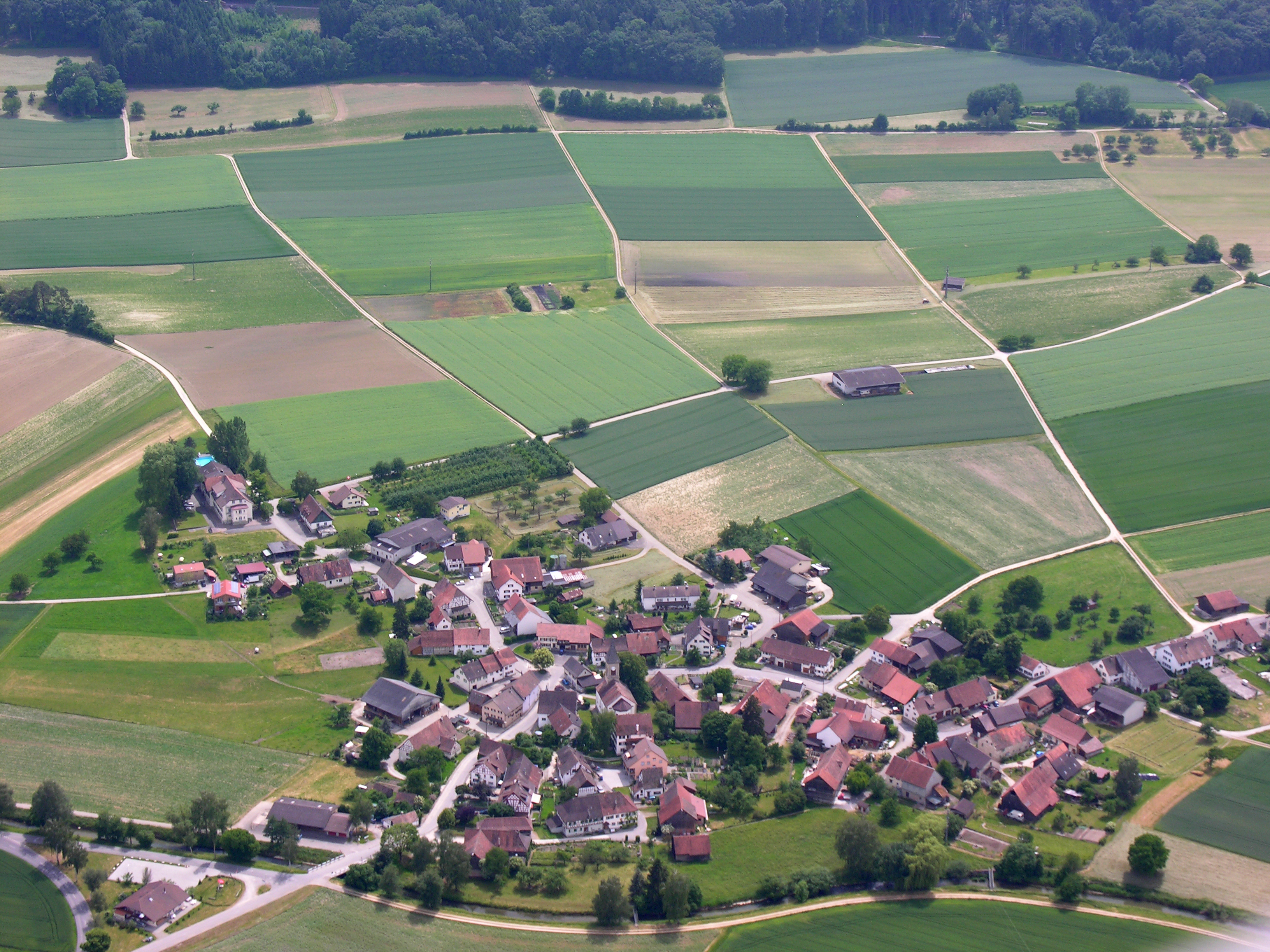
Luftaufnahme von Buch am 16. Juni 2006

## Buch als Filmkulisse
In der BBC-Serie Colditz, Teil 1, Episode 15, erscheint Buch nach ca. 43 Minuten als ein Ort, der in Deutschland liegt. Zwei flüchtige britische Offiziere durchqueren den Ort zu einem Zeitpunkt, als die Einwohner aus der Kirche kommen. Vor einem Wachhäuschen steht ein deutscher Soldat, an dem die Offiziere unbehelligt vorbeikommen, indem sie ihn mit ausgestrecktem Arm grüßen. Einwohner von Buch wirkten als Statisten im Film mit. Diese Szene entspricht einer Passage in einem Buch von Pat Reid.